# Chris Burke (Schauspieler)

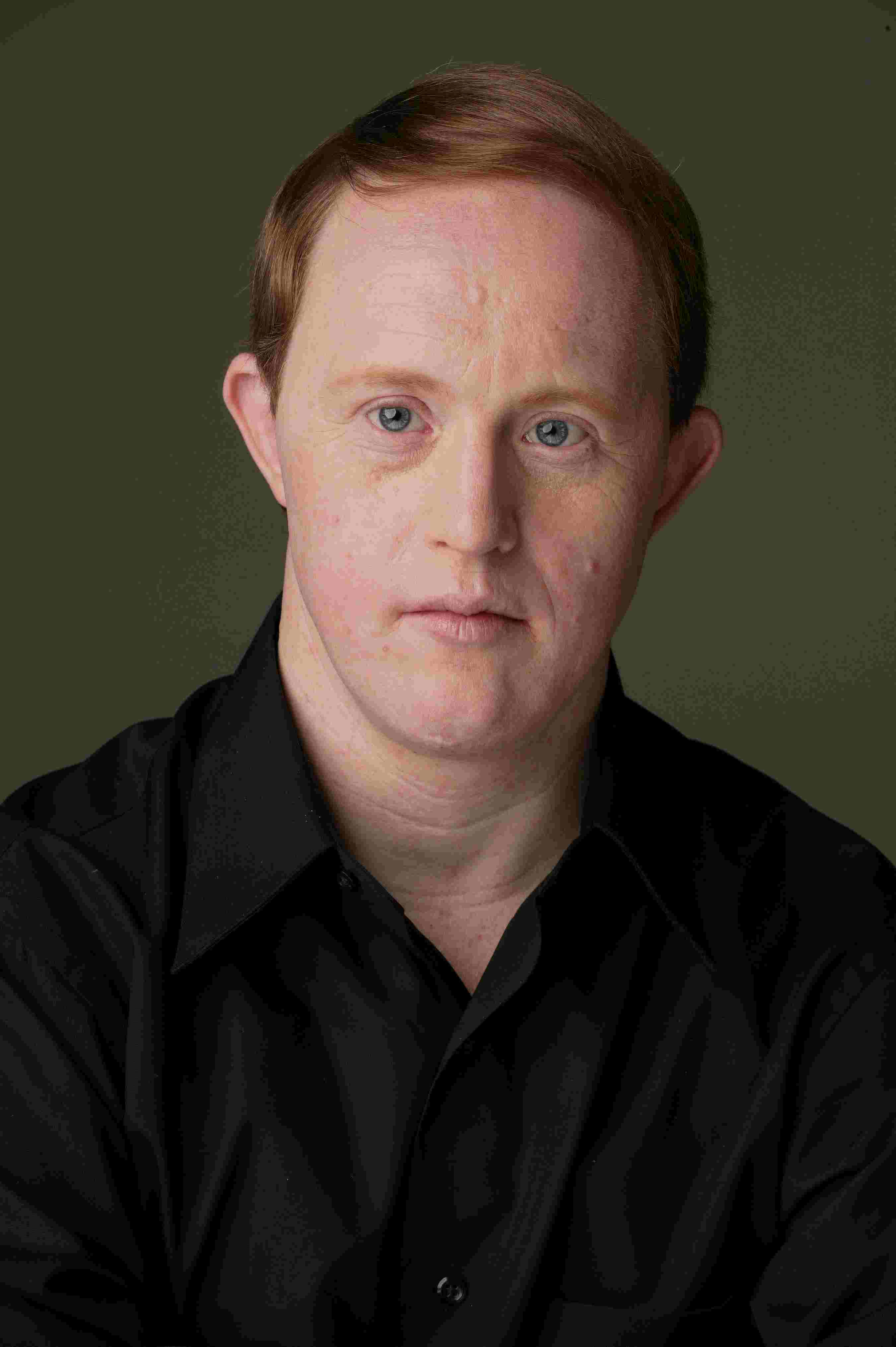
Chris Burke 2007

Christopher Joseph Burke (* 26. August 1965 in Point Lookout, New York) ist ein ehemaliger amerikanischer Schauspieler und Sänger, der eine Trisomie 21 (auch bekannt als Down-Syndrom) aufweist. Bekannt wurde er als Charles „Corky“ Thatcher, die Hauptfigur in der US-Fernsehserie Alles Okay, Corky?

## Leben
Burke wurde mit dem Down-Syndrom geboren. Seine Eltern und seine drei älteren Geschwister förderten ihn schon im Kleinkindalter, sodass er die Förderschule Don Guanella School in Springfield, Pennsylvania, besuchen konnte. Nach seinem erfolgreichen Schulabschluss im Jahr 1985 arbeitete er unter anderem als Liftboy.
Bereits an der Don Guanella School entschied sich Burke, Schauspieler zu werden. Seine erste kleine Rolle erhielt er in dem Fernsehfilm Desperate des Senders ABC. Die Verantwortlichen waren von Burkes Spiel beeindruckt und entwickelten daraufhin die Serie Alles Okay, Corky?, in der Burke die Hauptrolle übernahm. Die Rolle wurde sein Durchbruch als Schauspieler und führte zu weiteren Rollenangeboten. So trat er in der Serie Ein Hauch von Himmel mehrfach als Engel mit Down-Syndrom auf.
Burke ist ein Sonderbotschafter der National Down Syndrome Society und Sprecher des National Down Syndrome Congress. Er trat außerdem als Sänger mit den Zwillingen Joe und John DeMasi mit Folkliedern auf und ging auf Tournee in den USA und Kanada. Die Band veröffentlichte zwischen 1993 und 2002 vier Alben.

## Filmografie
- 1987: Tödlicher Verrat (Desperate, Fernsehfilm)
- 1989–1993: Alles Okay, Corky? (Life Goes On, Fernsehserie)
- 1992: Jonathan – Leben gegen jede Chance (Jonathan: The Boy Nobody Wanted, Fernsehfilm)
- 1994: Der Polizeichef – Eis im Blut (The Commish, Fernsehserie, eine Folge)
- 1994: Heaven & Hell: North & South, Book III (Fernsehreihe)
- 1997: Ein Wink des Himmels (Promised Land, Fernsehserie, eine Folge)
- 1997: Ein Hauch von Himmel (Touched by an Angel, Fernsehserie)
- 2002: Lady Cops – Knallhart weiblich (The Division, Fernsehserie, eine Folge)
- 2002: Emergency Room – Die Notaufnahme (ER, Fernsehserie, eine Folge)
- 2003: Mona Lisas Lächeln (Mona Lisa Smile)

## Diskografie
Die Band Chris Burke featuring Joe & John DeMasi veröffentlichte bislang folgende Alben:
- 1993: Lollipops and Love Songs
- 1994: … Singer with the Band
- 1998: Forever Friends
- 2002: A World of Kindness